# Матвиишина, Любовь Викторовна
Любовь Викторовна Матвиишина (укр. Любов Вікторівна Матвіїшина род. 30 сентября 1940, Симферополь) — советская и украинская актриса. Народная артистка Украины (1999).

## Биография
В 1962 г. окончила Днепропетровское театральное училище (преподаватель О. Галун).
В 1963—1964 — актриса Киевского украинского драматического театра им. И. Франко.
В 1965—1966 гг. — актриса Днепропетровского украинского музыкально-драматического театра им. Т. Шевченко.
В 1978—1983 работала в Сыктывкарском театре.
В 1967—1978 и с 1985 — актриса Запорожского украинского музыкально-драматического театра им. В. Магара.
В 1992 году удостоена звания заслуженной артистки Украины.
В 1999 году удостоена звания народной артистки Украины.

## Роли
- Анна («Ярослав Мудрый» И. Кочерги)
- Галя («Цыганка Аза» М. Старицкого)
- Дженни («Нужен лжец» Д. Псафаса)
- Жозефина («Наполеон и корсиканка» И. Губача)
- Кайдашиха («Кайдашева семья» по. Нечуй-Левицким)
- Каролина («Принцесса цирка» И. Кальмана)
- Мадам Арно («Фиалка Монмартра» И. Кальмана)
- Мать Мазепы («Гетман Мазепа» по Б. Лепким)
- Настя («Потерянная любовь» И. Тогобочного)[2]
- Настя Горовая («Байда, князь Вишневецкий» П. Кулиша)
- Ольга («Запорожская Сечь» А. Коломийца)
- Таня («Группа» А. Галина)
- Татьяна («В воскресенье рано зелье копала» по О. Кобылянской)
- Тийна («Ведьма» А. Кицберга)
- Чебоксарова («Бешеные деньги» А. Островского)
- Фена Степановна («Шельменко-денщик» Г. Квитки-Основьяненко)
- Фениса («Влюбленная затейница» Лопе де Веги)